# 告西藏同胞书
《告西藏同胞书》是时任中华民国总统的蒋中正针对1959年西藏抗暴运动发出的书告。全文围绕“反共、支援、自决”等议题进行展开。

## 背景
在中华民国退守台湾后，中华民国政府曾长期对安多、康区的藏人反共武装和穆斯林武装进行援助。1956年夏季嘉乐顿珠与台北建立联系，并在此后两年持续就台北援助支持藏人反攻武装进行商讨。
在1959年3月藏区骚动，达赖喇嘛成立西藏临时政府并于解放军直接对抗。蒋中正将此视为反共复国的一个机会，随后发表《告西藏同胞书》以期与之合作。